# 851. pr. Kr.
◄ | 10. stoljeće pr. Kr. | 9. stoljeće pr. Kr. | 8. stoljeće pr. Kr. | ►
◄ | 880-ih pr. Kr. | 870-ih pr. Kr. | 860-ih pr. Kr. | 850-ih pr. Kr. | 840-ih pr. Kr. | 830-ih pr. Kr. | 820-ih pr. Kr. | ►
◄◄ | ◄ | 854. pr. Kr. | 853. pr. Kr. | 852. pr. Kr. | 851 pr. Kr. | 850. pr. Kr. | 849. pr. Kr. | 848. pr. Kr. | ► | ►►
Astronomija

## Događaji
- Joram nasljeđuje na izraelskom prijestolju svoga brata kralja Akaba (prema nekim izvorima 896. pr. Kr.)
- Asirijski kralj Salamanasar II. pomaže Mrdukzakiršumiju osvajanje babilonskog prijestolja.